# Consequências (filme)
Consequências (The Aftermath, em inglês) é um filme de 2019, do gênero drama, dirigido por James Kent e produzido por Ridley Scott, baseado no romance de Rhidian Brook. É estrelado por Keira Knightley, Alexander Skarsgård e Jason Clarke.

## Sinopse
Alemanha pós-guerra, 1946. Rachael chega nas ruínas de Hamburgo para se reunir com o seu marido, um coronel britânico responsável pela reconstrução da cidade destruída. Na nova casa, ela acaba descobrindo que precisará dividir o novo lar com os antigos donos, um viúvo alemão e sua problemática filha.

## Elenco
- Keira Knightley .... Rachael Morgan
- Alexander Skarsgård .... Stefan Lubert
- Jason Clarke .... Lewis Morgan
- Kate Phillips .... Susan
- Flora Thiemann .... Freda Lubert
- Jannik Schümann .... Albert